# Tommy Carroll
Thomas Roger Carroll (Dublin, 1942. augusztus 18. – 2020. augusztus 16.) válogatott ír labdarúgó, hátvéd, edző.

## Pályafutása

### Klubcsapatban
1957 és 1964 között a Shelbourne labdarúgója volt, ahol egy bajnoki címet és két írkupa-győzelmet ért el a csapattal. 1964 és 1973 között Angliában játszott. 1964 és 1966 között a Cambridge City, 1966 és 1971 között az Ipswich Town, 1971 és 1973 között a Birmingham City játékosa volt. 1975–76-ban visszatért a Shelbourne csapatához, ahol játékosedzőként tevékenykedett. 1976–77-ben az Athlone Town együttesében fejezte be az aktív labdarúgást, ahol vezetőedzőként is dolgozott.

### A válogatottban
1968 és 1973 között 17 alkalommal szerepelt az ír válogatottban és egy gólt szerzett.

## Sikerei, díjai
Shelbourne
- Ír bajnokság
  - bajnok: 1961–62
- Ír kupa
  - győztes (2): 1960, 1963